# Транквилајзери
Транквилајзери је назив за групу лекова који делују умирујуће, али за разлику од хипнотика и седатива не делују субкортално, не изазивају поспаност и сметње свести.